# مدرسه معماری نخجوان

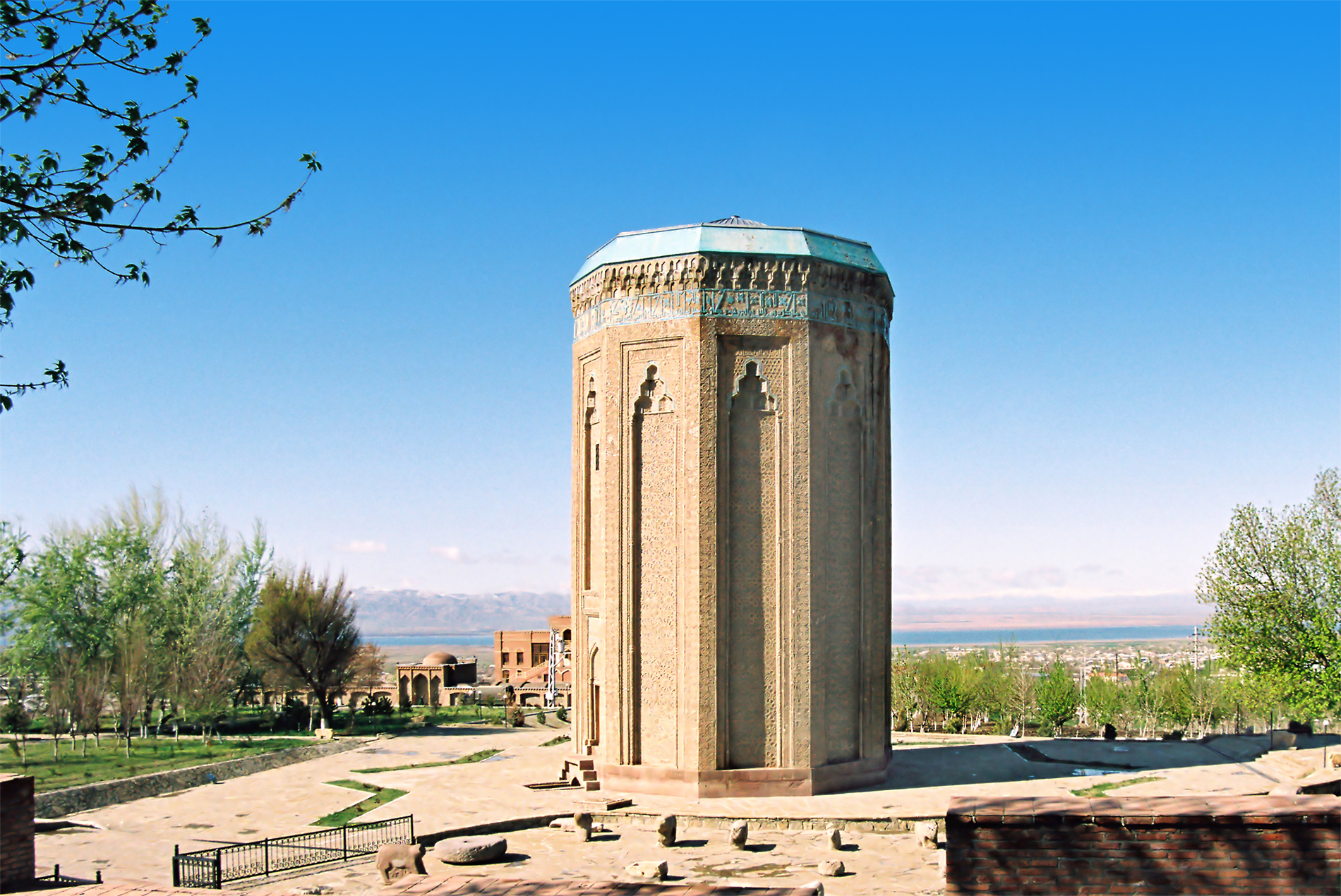
مقبره مؤمنه خاتون، نمونه کلاسیک مدرسه معماری نخجوان

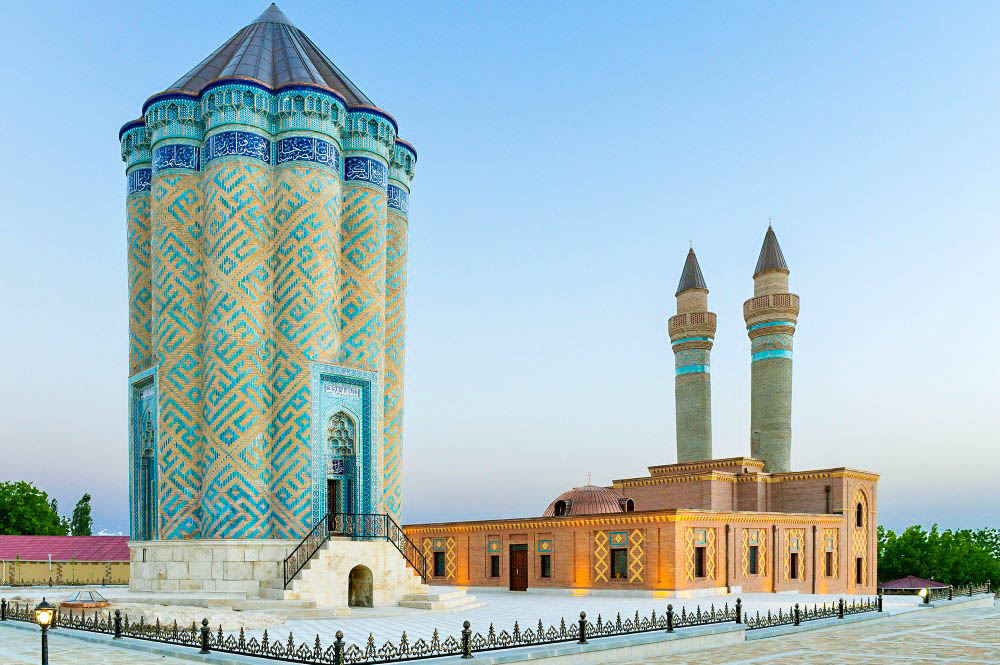
آرامگاه یادمانی قره‌باغ‌لار

مکتب معماری نخجوان (به ترکی آذربایجانی: Naxçıvan memarlıq məktəbi) یکی از مکتب‌های معماری است که در قرون وسطی در قلمرو آذربایجان مدرن توسعه یافته است. این مکتب توسط معمار عجمی نخجوانی در قرن ۱۲ میلادی پایه‌گذاری شد. آرامگاه یادمانی آرامگاه یوسف بن قصیر (در سال ۱۱۶۲) و مقبره مؤمنه خاتون (در سال ۱۱۸۶) که توسط وی در نخجوان احداث شده نمونه‌هایی کلاسیک از این مدرسه است.